# Recanto do Bosque
Recanto do Bosque é um bairro da região noroeste do município brasileiro de Goiânia. Existem registros que o bairro foi fundado em 1998, no qual era uma grande fazenda e uma empreiteira começou a realizar loteamentos sendo assim o bairro foi fundado. O Recanto do Bosque se localiza ao lado do Jardim Balneário Meia Ponte, ou seja, na divisa com a região norte da cidade. 
No Recanto do Bosque está localizado um terminal de ônibus de nome homônimo, onde passam 12 linhas de ônibus que vão para bairros de diversas regiões de Goiânia, principalmente por causa da interligação com o Terminal Padre Pelágio e Terminal Praça A.
Segundo dados do Instituto Brasileiro de Geografia e Estatística (IBGE), divulgados pela prefeitura, no Censo 2010 a população do Recanto do Bosque era de 9 908 pessoas.